# Metallbindning
Metallbindning är den typ av kemisk bindning som är karakteristisk för metaller. I en metall bildar metallatomernas valenselektroner inte par, som de gör i icke-metalliska kovalenta bindningar. De är inte heller lokaliserade till bestämda atomkärnor utan rör sig fritt omkring hela strukturen. Detta är inte en helt slumpmässig rörelse eftersom elektronerna påverkas av ömsesidig repulsion och dessa elektroner sägs vara "delokaliserade". Detta kan liknas vid ett "elektronmoln" som omger en jättestruktur av positivt laddade metalljoner. 
I en metall är de orbitaler som är tillgängliga för valenselektronerna så stora att de omger hela strukturen och de olika orbitalernas energinivåer ligger så nära varandra att energiskillnaden kan försummas. Därmed kan elektronerna röra sig "fritt" utan nämnvärd energitillförsel över de olika orbitalerna och man brukar därför säga att elektronerna rör sig i energiband. De fria elektronerna utgör den sammanhållande kraften i bindningen i metallen, och ligger bakom flera av metallernas karakteristiska egenskaper såsom t.ex. mycket god elektrisk ledningsförmåga, speciell glans och lyster, böjlighet och smidbarhet m.m.
Tabellen visar olika bindningstypers bindningsenergier för ett antal ämnen:
| Bindning      | Ämne                   | Bindningsenergi | Bindningsenergi |
|               |                        | kJ/mol          | eV/Atom         |
| Jon           | NaCl                   | 640             | 3.3             |
|               | MgO                    | 1000            | 5.2             |
| Kovalent      | Si                     | 450             | 4.7             |
|               | C (diamant)            | 713             | 7.4             |
| Metall        | Hg                     | 68              | 0.7             |
|               | Al                     | 324             | 3.4             |
|               | Fe                     | 406             | 4.2             |
|               | W                      | 849             | 8.8             |
| van der Waals | Ar                     | 7.7             | 0.08            |
|               | {\displaystyle Cl_{2}} | 31              | 0.32            |
| Väte          | {\displaystyle NH_{3}} | 35              | 0.36            |
|               | {\displaystyle H_{2}O} | 51              | 0.52            |

Jonföreningar ger ganska spröda kristaller. Metaller, däremot, kan ofta valsas ut i tunna blad eller smidas till olika föremål, vilket beror på metallbindningen. Jonföreningar är uppbyggda av joner med olika laddningar som binder varandra och om dessa skulle valsas, alltså förskjutas av yttre påverkan, så att joner med lika laddningar skulle komma intill varandra, skulle repulsion uppstå och kristallen spricka. Men i metallkristallen uppstår ingen sådan repulsion när lagren av metallatomer förskjuts, utan förskjutningar kan förekomma utan sprickbildningar i makroskopisk skala på grund av de fria elektronernas sammanhållande förmåga.